# Anger Management (série de televisão)
Anger Management (em português, Tratamento de Choque) foi uma série de televisão americana que estreou nos Estados Unidos em 28 de junho de 2012 no FX. No Brasil a série é exibida pelo canal TBS Brasil. A série é baseada no filme homônimo, Anger Management.
Em 29 de agosto de 2012, o canal FX anunciou que a série teria mais 90 episódios produzidos, totalizando 100 episódios. Com a audiência em baixa, a série foi cancelada e teve seu último episódio exibido em 22 de dezembro de 2014.

## Sinopse
Charlie é um ex-atleta que teve sua carreira encerrada devido aos problemas com controle da raiva, então ele volta a estudar e se especializa em terapia de controle de raiva. Toda semana ele atende seus pacientes em seu escritório, além de ajudar um grupo de prisioneiros. Charlie também tem que lidar com sua ex-mulher e a filha adolescente do casal que tem TOC, além da sua terapeuta com quem ele faz sexo casualmente.

## Elenco

### Principal
- Charlie Sheen como Charlie Goodson
- Selma Blair como Dr. Kate Wales
- Shawnee Smith como Jennifer Goodson
- Daniela Bobadilla como Sam Goodson
- Noureen DeWulf como Lacey
- Michael Arden como Patrick
- Derek Richardson como Nolan
- Barry Corbin como Ed
- Brian Austin Green como Sean Healy
- Laura Bell Bundy como Jordan Denby

### Recorrente
- Martin Sheen como Martin Goodson
- Brett Butler como Bret
- Michael Boatman como Michael
- James Black como Cleo / Derek
- Darius McCrary como Donovan
- Stephen Taylor como Wayne
- Aldo Gonzalez como Ernesto
- Steve Valentine como Dr. Lesley Moore

## Recepção
Anger Management teve recepção mista por parte da crítica especializada em sua primeira temporada. Em base de 35 avaliações profissionais, alcançou uma pontuação de 23% no Metacritic.